# Lacasta
Lacasta (A Casta en  lengua aragonesa) es una localidad española actualmente perteneciente al municipio de Luna, provincia de Zaragoza. Pertenece a la comarca de las Cinco Villas, en la comunidad autónoma de Aragón (España).

## Historia
Lacasta se encuentra en la comarca aragonesa de Cinco Villas, región con una rica y extensa historia desde tiempos anteriores a la Reconquista. El avance de los cristianos hacia el valle del Ebro dejó en sus tierras innumerables monumentos entre los que se cuentan iglesias, ermitas y castillos de los siglos XI y XII, algunos de ellos ocupados posteriormente por los templarios. 
Se tiene constancia de la presencia cristiana en la zona de Luna desde el año 938, cuando se cita a Españés, aldea hoy despoblada, como parte de la línea fronteriza que iba desde Sos hasta Murillo de Gállego.
El 24 de octubre de 1098, el rey Pedro I efectúa donaciones en el acta de consagración de la iglesia del monasterio de Leire, figurando la cuarta parte de las décimas de Obano, Hispaniés y Lacasta entre otros bienes. 
En un documento de 1283 Aviego y Lacasta obtuvieron privilegios de Ramón Berenguer IV para labrar tierras en los términos de Luna, Agüero, Biel y el río Gállego, lo que les confirma suficientemente pobladas a finales del siglo XIII. Lacasta nació alrededor del promontorio rocoso donde se ubica un castillo y una iglesia románica del siglo XII que es probablemente cuando se repobló, aunque el término Casta aparece junto a Españés y Agüero en un documento de donación al monasterio de Siresa en el año 1086.
El asentamiento de población en la zona fue debido a la importancia militar de la comarca en la conquista del valle del Ebro. Lacasta, junto con Júnez y Españés formaban parte de una importante ruta que enlazaba con el Valle del Gállego.
En 1118, la reconquista de Zaragoza hizo decaer el valor militar de la región al quedar alejada de la nueva frontera, pero se conservó como cabecera militar en la defensa interior de la ruta por el valle del Gállego que unía la montaña y el llano zaragozano.
La fecha de su abandono no está clara.

## Estado actual
Al tratarse de un puesto de cierta importancia militar en tiempos de la Reconquista, el pueblo se halla en un espolón rocoso junto al barranco del río Júnez, a poca distancia del límite con Huesca. El espacio ocupado por el antiguo castillo, denominado "Castillazo" tiene como único acceso un puente tallado en la roca. El punto más alto está dominado por una iglesia románica dedicada a San Nicolás de Bari, que guarda en su interior una joya salvada del saqueo debido a su enorme peso. Se trata de una pila bautismal de una sola pieza de granito fechada, al igual que la iglesia, entre los siglos XII y XIII.
El resto de las edificaciones se encuentran en diferente estado de conservación. Destacan la casa Castillo de dos plantas, la casa Silvestre, la casa Blanca y la casa Laguarta, un enorme edificio de tres plantas construido en piedra, con balcones y algunas ventanas enmarcadas con pintura blancas; la antigua escuela y dos viviendas junto al camino de entrada. En los alrededores hay varias eras y corrales. Uno de los mejor conservados se encuentra en una explanada más arriba de la iglesia y el otro medio kilómetro antes de llegar al pueblo, junto a una nave donde se guardan aperos de labranza. Las tierras a lo largo de la vega del río Júnez, son relativamente llanas y están mayoritariamente dedicadas al cultivo de cereal y guisantes. 
En el mismo pueblo hay una fuente cisterna excavada en la montaña por la que brota agua permanentemente. Unos metros más abajo del pueblo el barranco forma en la roca una serie de pozas naturales llamadas "pocerolla", bastante profundas, ideales para el baño.
Una parte del pueblo fue comprada en 2008 por un grupo de personas que quieren llevar a cabo un proyecto de rehabilitación del mismo.
La comarca es rica en plantas medicinales, algunas de ellas especies protegidas en peligro de extinción. También abundan las setas de muy diversas especies comestibles y árboles tan variados como el pino nigra, el rebollo, la encina, el roble o el alerce.